# سانتا فیورا
سانتا فیورا (به ایتالیایی: Santa Fiora) یک کومونه در ایتالیا است که در استان گروستو واقع شده‌است.

## خصوصیات
سانتا فیورا ۶۲٫۹ کیلومترمربع مساحت و ۲٬۶۴۰ نفر جمعیت دارد و ۶۸۷ متر بالاتر از سطح دریا واقع شده‌است.

## خواهرخوانده
شهر Pozzuolo del Friuli خواهرخواندهٔ سانتا فیورا هست.

## نگارخانه

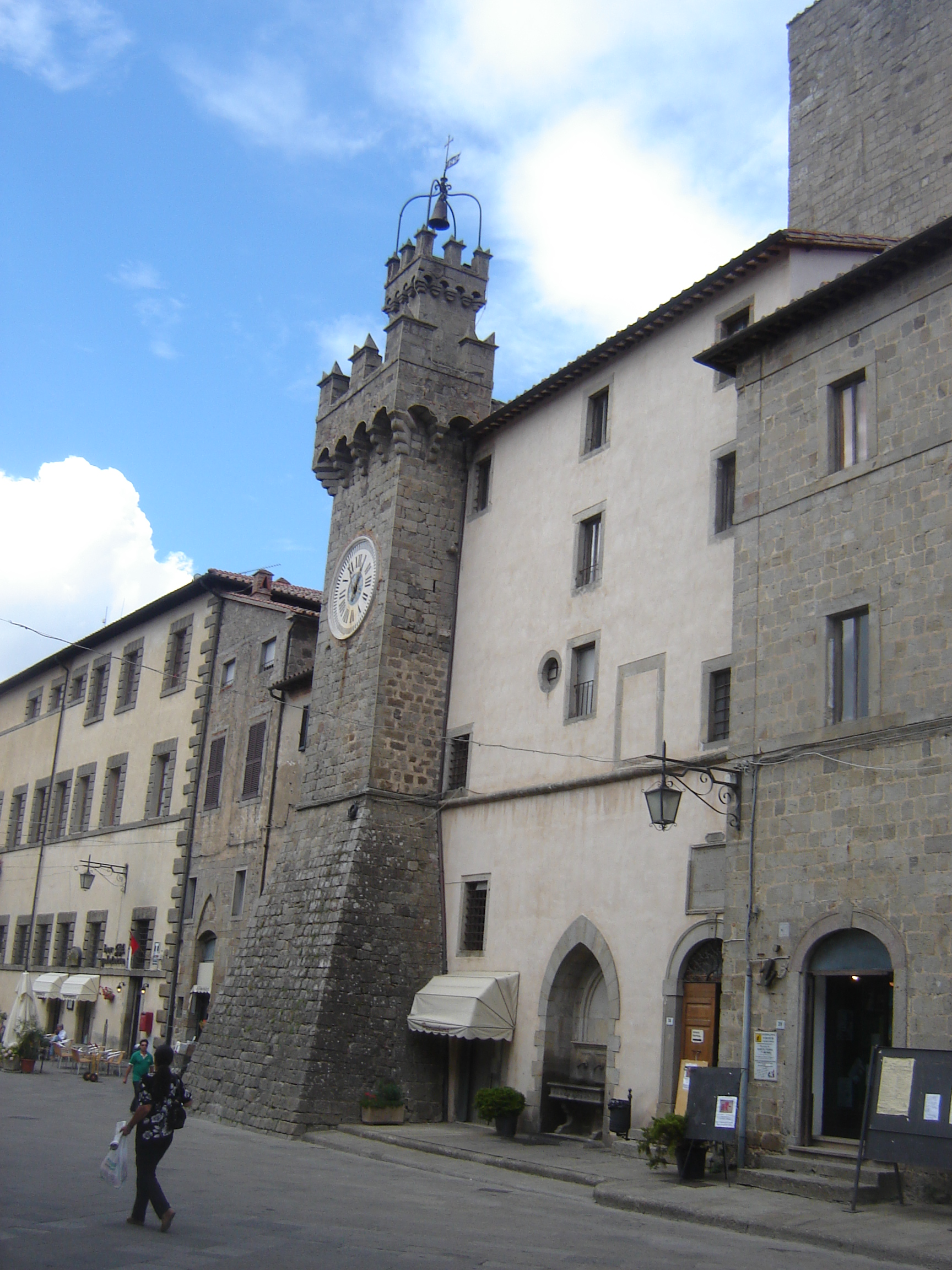